# 于伯黑恩
于伯黑恩（德語：Überherrn，發音：[ˈyːbɐˌhɛʁn]）是德国萨尔兰州萨尔路易县的市镇，总面积34.31平方千米，2023年12月31日总人口为11,591人。